# Alfredo Ovando Candía
Alfredo Ovando Candía (Cobija - Pando, 6 d'abril de 1918 - La Paz, 24 de gener de 1982) va ser un militar i polític bolivià, president de facto de la República de Bolívia en dues ocasions (1966 i 1969). Sent encara un nen va ingressar en el Col·legi Militar de l'Exèrcit sent després Voluntari a la Campanya del Chaco en el Grup Denominat "Tres Passos al capdavant". Sent comandant en cap de l'Exèrcit bolivià el 1964, va col·laborar per enderrocar al president Víctor Paz Estenssoro i el 1969 al president Luis Adolfo Siles. Va ser ambaixador de Bolívia a Espanya.
El seu govern va prendre mesures com la nacionalització del petroli i l'expropiació a la Gulf Oil Co., que va permetre que Bolívia sigui propietària dels seus propis recursos, i la instal·lació de la primera fonedora d'estany al país. Al mateix temps va aplicar mesures socials importants com ara les campanyes d'alfabetització.